# Corbola
Corbola är en ort och kommun i provinsen Rovigo i regionen Veneto i Italien. Kommunen hade 2 341 invånare (2018).